# Secretario general del Partido Comunista de Venezuela
El secretario general del Partido Comunista de Venezuela, o secretario general del Comité Central del Partido Comunista de Venezuela, es el encargado de la coordinación y dirección política-orgánica de la actividad colectiva del Partido. El secretario general es el que ejerce de forma interna la Dirección Nacional del partido (a través del comité central) y también es quien representa al partido en actos externos. El secretario general del partido debe  rendir cuentas de su gestión ante el Comité Central al final de cada año.
Es electo por el Comité Central del PCV, que es la máxima instancia de decisión entre cada Congreso del partido Comunista de Venezuela. El secretario general es electo y/o ratificado en el primer Pleno del Comité Central que resulte electo en cada congreso, excepto cuando hay congresos especiales a punto único cuyo punto a tratar no sea dicha elección, o a menos que sea necesaria su elección por motivo de una eventualidad.

## Historia
El Partido Comunista de Venezuela (PCV) se funda el 5 de marzo de 1931, fecha en la cual se constituyó la primera célula, para ese entonces no existía el cargo de secretario general, sin embargo quien quedó designado en dicha célula como Secretario Político fue Tomás Aquino Torres.
El PCV realizó su primera conferencia nacional como organización ya establecida el 8 de agosto de 1937, en Maracay, estado Aragua, es en esta fecha cuando es elegido el primer secretario general del PCV, resultando electo Juan Bautista Fuenmayor, sin embargo en virtud de que Fuenmayor se encontraba en la clandestinidad para esa época, en el primer pleno nacional se decidió nombrar a Jorge Saldivia Gil como secretario general provisional, para salvaguardar su vida, ya que para 1937 también se encontraba en la clandestinidad, producto de la persecución por parte del gobierno de Eleazar López Contreras, sin embargo cesaría sus funciones ese mismo año cuando fue enviado a la ciudad de Maracaibo para cumplir tareas especiales.
De igual forma Juan Bautista Fuenmayor ejerció el cargo hasta el Congreso de Unidad de 1946 cuando se nombra un secretariado colectivo compuesto por Juan Bautista Fuenmayor, Gustavo Machado y Luis Emiro Arrieta. Posteriormente en 1948 y 1949 se mantiene la misma estructura, sin embargo Luis Emiro Arrieta fue sustituido por Jesús Faría.
En 1951 luego de la VI Conferencia Nacional del PCV, surge nuevamente la figura del secretario general y es elegido Jesús Faría, que todavía se encontraba en la cárcel producto de la represión contra los dirigentes petroleros, este hecho fue realizado y fue lo que permitió que Jesús Faría no fuese asesinado, pues eso era lo que temía la dirigencia del PCV. En 1958, ya en libertad, Jesús Faría asume la secretaría general, sin embargo es encerrado nuevamente en prisión en el año 63, durante el gobierno de Rómulo Betancourt. Jesús Faría es  expulsado a Moscú debido a que en 1966 tenía un mal estado de salud, para ese momento asume la secretaría transitoriamente Pompeyo Márquez, quien también fue encarcelado, asumiendo como secretario provisional Alonso Ojeda Olaechea, en febrero de 1967 se fuga Pompeyo Márquez del Cuartel San Carlos, retomando la secretaría general hasta el retorno de Jesús Faría en 1968.
Jesús Faría, titular de la secretaría general retoma el puesto de forma definitiva desde 1968 hasta 1985, siendo el que más duró en el cargo, con un total de 35 años, cuando es elegido Alonso Ojeda Olaechea,  ejercería las funciones como secretario hasta el año de 1989.
Trino Meleán asumió la secretaría general en 1990, electo durante el VIII congreso del PCV, siendo ratificado en el IX  Congreso para el periodo 1994-1998 cargo que ejercería hasta 1996 por motivo de enfermedad, teniendo que ser designado en un pleno del partido como secretario general encargado Óscar Figuera. Tras la muerte de Trino Meleán, el 29 de junio de 1996, tuvo que realizarse el X Congreso (extraordinario) del PCV, el cual fue realizado en noviembre de ese mismo año, donde Óscar Figuera fue elegido como secretario general, y ha sido ratificado en cuatro Congresos del PCV, el XI, XII, XIV y XV, siendo quien ocupa el cargo en la actualidad. En el Congreso número XIII no se eligió el cargo porque fue un congreso extraordinario para decidir si el partido se integraba a la conformación de un nuevo partido unitario de gobierno o no.

## Secretarios generales del PCV

### Secretarios generales
| Orden | Secretario general         | Instancia de elección   | Inicio | Fin         |
| ----- | -------------------------- | ----------------------- | ------ | ----------- |
| 1     | Juan Bautista Fuenmayor    | I Conferencia Nacional  | 1937   | 1946        |
| 2     | Jesús Faría                | VI Conferencia Nacional | 1951   | 1974        |
| 3     | Jesús Faría (ratificado)   | VI Congreso             | 1974   | 1985        |
| 4     | Alonso Ojeda Olaechea      | VII Congreso            | 1985   | 1990        |
| 5     | Trino Meleán               | VIII Congreso           | 1990   | 1994        |
| 6     | Trino Meleán (ratificado)  | IX Congreso             | 1994   | 1996        |
| 7     | Óscar Figuera              | X Congreso              | 1996   | 2002        |
| 8     | Óscar Figuera (ratificado) | XI Congreso             | 2002   | 2007        |
| 9     | Óscar Figuera (ratificado) | XII Congreso            | 2007   | 2011        |
| 10    | Óscar Figuera (ratificado) | XIV Congreso            | 2011   | 2017        |
| 11    | Óscar Figuera (ratificado) | XV Congreso             | 2017   | 2022        |
| 12    | Óscar Figuera (ratificado) | XVI Congreso            | 2022   | En el cargo |

### Secretarios provisionales
A lo largo de la historia del PCV se ha dado el caso de que se ha tenido que nombrar un Secretario Provisional o Encargado, por distintas circunstancias, tal es el caso de Jorge Saldivia Gil que fue elegido como secretario provisional, mientras que Juan Bautista Fuenmayor estaba en la clandestinidad, asimismo en los años 60 Pompeyo Márquez y Alonso Ojeda Olaechea ejercieron como Secretarios Provisionales. También está el caso de Óscar Figuera que asumió como Secretario Encargado en el año de 1996 por la enfermedad de Trino Meleán
| Orden | Secretario            | Instancia de elección | Inicio | Fin  |
| ----- | --------------------- | --------------------- | ------ | ---- |
| 1     | Jorge Saldivia Gil    | I Pleno Nacional      | 1937   | 1937 |
| 2     | Pompeyo Márquez       | Plenaria              | 1963   | 1964 |
| 3     | Alonso Ojeda Olaechea | Plenaria              | 1964   | 1967 |
| 4     | Pompeyo Márquez       | Plenaria              | 1967   | 1968 |
| 5     | Óscar Figuera         | Plenaria              | 1996   | 1996 |